# Surfside Beach (Carolina del Sud)
Surfside Beach és una població dels Estats Units a l'estat de Carolina del Sud. Segons el cens del 2000 tenia 4.425 habitants.

## Demografia
Segons el cens del 2000, Surfside Beach tenia 4.425 habitants, 2.150 habitatges i 1.234 famílies. La densitat de població era de 885,2 habitants/km².
Per edats la població es repartia de la següent manera: un 13,6% tenia menys de 18 anys, un 8,4% entre 18 i 24, un 28,8% entre 25 i 44, un 29,7% de 45 a 60 i un 19,5% 65 anys o més.
L'edat mediana era de 44 anys. Per cada 100 dones de 18 o més anys hi havia 96,5 homes.
La renda mediana per habitatge era de 40.612$ i la renda mediana per família de 49.847$. Els homes tenien una renda mediana de 31.864$ mentre que les dones 24.966$. La renda per capita de la població era de 24.445$. Entorn del 4,7% de les famílies i el 7,5% de la població estaven per davall del llindar de pobresa.

## Poblacions més properes
El següent diagrama mostra les poblacions més properes.